# 이브라힘 이스마일 춘드리가르
이브라힘 이스마일 춘드리가르(우르두어:  ابراہیم اسماعیل چندریگر, 영어: Ibrahim Ismail Chundrigar, 1897년 9월 15일~1960년 9월 26일)는 1957년 10월 17일 파키스탄의 제6대 총리로 임명되었고, 1957년 12월 11일 불신임 투표 운동으로 사임했다.
봄베이 대학교에서 헌법학 교육을 받고 파키스탄 자치령의 설립자 중 한 명인 춘드리가르의 임기는 파키스탄 의회 역사상 13일 동안 총리를 지낸 누룰 아민에 이어 두 번째로 짧은 기간이다. 춘드리가르는 55일 동안만 복무했다.

## 총리직

### 두 번째로 짧은 총리 재임 기간
1956년 후세인 샤히드 수라와르디 총리가 사임한 후, 춘드리가르는 총리로 지명되었고 아와미 연맹, 크리샤크 스라믹당, 니젬아이이슬람당, 공화당의 지지를 받았다. 그러나 이 혼합 정당의 연합은 중앙 정부를 운영하는 데 춘드리가르의 권한을 약화시켰고, 연합 내의 분열은 곧 선거인단을 개정하려는 그의 노력을 방해할 것이다. 1957년 10월 18일 무함마드 무니르 대법원장으로부터 취임 선서를 받고 파키스탄의 총리가 되었다.
첫 번째 국회에서 춘드리가르는 선거인단을 개혁하려는 자신의 계획을 제시했는데, 이는 공화당과 아와미 연맹의 각료들조차 큰 반대에 부딪혔다. 공화당 지도부의 페로즈 칸 눈과 파키스탄의 이스칸데르 미르자 대통령이 파키스탄 무슬림 연맹의 반대자들을 착취하고 조종하는 가운데, 공화당과 아와미 연맹이 이끄는 국회에 대한 불신임 투표가 성공함으로써 춘드리가르의 임기가 사실상 끝났다. 1957년 12월 11일 사임하였다.
1957년 10월 17일부터 1957년 12월 11일까지 파키스탄에서 총리 중 두 번째로 짧은 임기를 보냈다.

## 사망 및 명성
1958년, 춘드리가르는 죽을 때까지 남아있던 대법원 변호사 협회의 회장으로 임명되었다. 1960년, 춘드리가르는 함부르크로 출장했고 그곳에서 그는 국제법 회의에 연설했고 런던에 방문하는 동안 출혈을 겪었다. 치료를 위해 그는 왕립 북부 병원으로 옮겨졌고 갑자기 사망했다. 그의 시신은 파키스탄 카라치로 옮겨져 현지 공동묘지에 묻혔다.
그를 기리기 위해 파키스탄 정부는 카라치의 맥레오드 로드를 그의 이름을 따서 개명했다.